# Gmina zbiorowa Fintel
Gmina zbiorowa Fintel (niem. Samtgemeinde Fintel) – gmina zbiorowa położona w niemieckim kraju związkowym Dolna Saksonia, w Rotenburg (Wümme). Siedziba administracji gminy zbiorowej znajduje się w miejscowości Lauenbrück.

## Podział administracyjny
Do gminy zbiorowej Fintel należy pięć gmin:
1. Fintel
2. Helvesiek
3. Lauenbrück
4. Stemmen
5. Vahlde